# Manuel Vicente
Manuel Domingos Vicente (sinh ngày 15 tháng 5 năm 1956) là một nhà chính trị Angola đã giữ chức Phó tổng thống Angola từ tháng 9 năm 2012. Trước đó ông là CEO của Sonangol, công ty dầu mỏ nhà nước Angola, từ năm 1999 đến năm 2012, và trong thời gian ngắn ông đảm nhiệm chức vụ Quốc vụ khanh điều phối kinh tế năm 2012. Ông là cha dượng của doanh nhân, Mirco Martins.
Sinh ra ở Luanda, Vicente đã có bằng đại học kỹ thuật điện tử tại Đại học Angola (Đại học Agostinho Neto) in 1983. Sau khi làm chánh kỹ sư những năm 1980, ông làm Cục trưởng Cục Dầu mỏ từ năm 1987 đến năm 1991. Ông đã được bổ nhiệm làm Phó tổng giám đốc Sonangol, công ty dầu mỏ nhà nước vào năm 1991.
Năm 1999, Vicente được bổ nhiệm làm người đứng đầu Sonangol.  Ông chủ trì các lĩnh vực quan trọng nhất của nền kinh tế Angola và được coi là một phụ tá thân cận của Tổng thống José Eduardo dos Santos. Trong thời gian ông phụ trách công ty, sản xuất xăng dầu đã tăng lên đáng kể. Ông thường xuyên đi du lịch ở nước ngoài, đang có được "danh tiếng lớn trong cộng đồng doanh nghiệp quốc tế". Vicente được bổ nhiệm làm thành viên Bộ Chính trị của phong trào Nhân dân Giải phóng Angola (MPLA),  đảng cầm quyền, vào tháng 12 năm 2009.